# Kanton Pardiac-Rivière-Basse
Pardiac-Rivière-Basse  is een kanton van het Franse departement Gers. Het kanton maakt deel uit van het arrondissement Mirande.
In 2019 telde het 9.517 inwoners.
Het kanton werd gevormd ingevolge het decreet van 26 februari 2014 met uitwerking op 22 maart 2015, met Plaisance als hoofdplaats.

## Gemeenten
Het kanton omvat volgende 43  gemeenten : 
- Armentieux
- Armous-et-Cau
- Bars
- Bassoues
- Beaumarchés
- Blousson-Sérian
- Castelnau-d'Anglès
- Cazaux-Villecomtal
- Couloumé-Mondebat
- Courties
- Estipouy
- Galiax
- L'Isle-de-Noé
- Izotges
- Jû-Belloc
- Juillac
- Ladevèze-Rivière
- Ladevèze-Ville
- Lasserade
- Laveraët
- Louslitges
- Marciac
- Mascaras
- Monclar-sur-Losse
- Monlezun
- Monpardiac
- Montesquiou
- Mouchès
- Pallanne
- Plaisance
- Pouylebon
- Préchac-sur-Adour
- Ricourt
- Saint-Aunix-Lengros
- Saint-Christaud
- Saint-Justin
- Scieurac-et-Flourès
- Sembouès
- Tasque
- Tieste-Uragnoux
- Tillac
- Tourdun
- Troncens